# Saint-Avit (Drôme)
Saint-Avit település Franciaországban, Drôme megyében. Lakosainak száma 320 fő (2022. január 1.). Saint-Avit Bathernay, Châteauneuf-de-Galaure, Claveyson, Ratières, Saint-Martin-d’Août, Tersanne és Saint-Jean-de-Galaure községekkel határos.

## Népesség
A település népessége az elmúlt években az alábbi módon változott:
| Lakosok száma | 276  | 231  | 212  | 300  | 296  | 298  | 306  | 324  | 326  | 320  |
|               | 1968 | 1982 | 1990 | 2006 | 2013 | 2015 | 2017 | 2019 | 2020 | 2022 |